# Министр-президент Пруссии
Прусский премьер-министр (нем. Ministrypräsident) — глава исполнительной власти Пруссии. Должность существовала с 1848 года, когда была введена королем Фридрихом Вильгельмом IV во время революции 1848–1849 годов, до упразднения Пруссии в 1947 году Контрольным советом союзников.

## История
В Королевстве Пруссия премьер-министр выполнял функции главного министра короля и председательствовал в ландтаге (законодательный орган Прусского королевства, созданный в 1848 году). С момента основания Северогерманского союза и позже, после объединения Германии, и до падения германской монархии в 1918 году было принято чтобы пост прусского премьер-министра занимал канцлер Германской империи, начиная с правления Отто фон Бисмарка. Исключений из этого правила были очень редки.
В Свободном государстве Пруссия, образованном взамен Прусского королевства, премьер-министры был главой правительства «свободного государства» в составе Веймарской республики. В отличие от предыдущего периода, премьер-министры Свободного государства Пруссия рейхсканцлерами не были, лишь Герман Геринг был членом имперского кабинета. После государственного переворота в Пруссии 20 июля в 1932 году (Preußenschlag) и введения в нацистской Германии института рейхсштатгальтеров в 1935 году должность перестала иметь какое-либо реальное значение, кроме как своего рода титул политического патронажа,. С 1933 по 1945 год премьер-министр Пруссии был Герман Геринг. После его отстранения должность оставалась вакантной, пока не была упразднена вместе с самой Пруссией союзниками после Второй мировой войны.

## Главные министрыКоролевства Пруссия(1702—1848)
- 1702—1711 — Иоганн Казимир Кольбе фон Вартенберг
- 1711—1728 — Генрих Рюдигер фон Ильген
- 1728—1739 — Фридрих Вильгельм фон Грумбков
- 1739—1749 — Граф Генрих фон Подевильс
- 1749—1753 — Георг Дитлофф фон Арним-Бойценбург[нем.]
- 1749—1777 — Граф Карл Вильгельм Финк фон Финкенштейн
- 1777—1802 — Фридрих Антон фон Хайниц[нем.]
- 1786—1798 — Фридрих Вильгельм фон Арним-Бойценбург[нем.]
- 1802—1804 — Граф Кристиан Август Генрих Курт фон Хаугвиц (1-й срок)
- 1804—1806 — Граф Карл Август фон Гарденберг (1-й срок)
- 180600000 — граф Кристиан Август Генрих Курт фон Хаугвиц (2-й срок)
- 1806—1807 — Карл Фридрих фон Байме[нем.]
- 180700000 — граф Карл Август фон Гарденберг (2-й срок)
- 1807—1808 — Барон Генрих Фридрих Карл фом унд цум Штейн
- 1808—1810 — Граф Фридрих Фердинанд Александер цу Дона-Шлобиттен[нем.]
- 1810—1822 — Князь Карл Август фон Гарденберг (3-й срок)
- 1822—1823 — Отто Карл Фридрих фон Фосс[нем.]
- 1823—1841 — Граф Карл Фридрих Генрих фон Вилих унд Лоттум
- 1841—1848 — Людвиг Густав фон Тиле

## Премьер-министрыКоролевства Пруссия(1848—1918)
Политические партии:
 Беспартийный
 Партия Центра
 Национал-либеральная партия
| Портрет | Портрет | Фамилия (даты)                                      | Срок                | Срок              | Срок            | Партийная принадлежность |
| Портрет | Портрет | Фамилия (даты)                                      | Вступил в должность | Покинул должность | Дни             | Партийная принадлежность |
| ------- | ------- | --------------------------------------------------- | ------------------- | ----------------- | --------------- | ------------------------ |
|         |         | Граф Адольф Генрих фон Арним-Бойценбург (1803–1868) | 19 марта 1848       | 29 марта 1848     | 10 дней         | Беспартийный             |
|         |         | Готтфрид Лудольф Кампгаузен (1803–1890)             | 29 марта 1848       | 20 июня 1848      | 83 дня          | Беспартийный             |
|         |         | Рудольф фон Ауэрсвальд (1795–1866)                  | 25 июня 1848        | 8 сентября 1848   | 75 дней         | Беспартийный             |
|         |         | Эрнст фон Пфюэль (1779–1866)                        | 21 сентября 1848    | 1 ноября 1848     | 41 день         | Беспартийный             |
|         |         | Граф Фридрих Вильгельм фон Бранденбург (1792–1850)  | 2 ноября 1848       | 6 ноября 1850     | 2 года 4 дня    | Беспартийный             |
|         |         | Барон Отто Теодор фон Мантейфель (1805–1882)        | 9 декабря 1850      | 6 ноября 1858     | 7 лет 332 дня   | Беспартийный             |
|         |         | Князь Карл Антон Гогенцоллерн (1811–1885)           | 6 ноября 1858       | 12 марта 1862     | 3 года 126 дней | Беспартийный             |
|         |         | Князь Адольф цу Гогенлоэ-Ингельфинген (1797–1873)   | 17 марта 1862       | 23 сентября 1862  | 190 дней        | Беспартийный             |
|         |         | Князь Отто фон Бисмарк (1815–1898) 1-й срок         | 23 сентября 1862    | 1 января 1873     | 10 лет 100 дней | Беспартийный             |
|         |         | Граф Альбрехт фон Роон (1803–1879)                  | 1 января 1873       | 9 ноября 1873     | 312 дней        | Беспартийный             |
|         |         | Князь Отто фон Бисмарк (1815–1898) 2-й срок         | 9 ноября 1873       | 20 марта 1890     | 16 лет 131 день | Беспартийный             |
|         |         | Граф Георг Лео фон Каприви (1831–1899)              | 20 марта 1890       | 22 марта 1892     | 2 года 2 дня    | Беспартийный             |
|         |         | Граф Бото цу Эйленбург (1831–1912)                  | 22 марта 1892       | 26 октября 1894   | 2 года 218 дней | Беспартийный             |
|         |         | Князь Хлодвиг цу Гогенлоэ (1819–1901)               | 29 октября 1894     | 17 октября 1900   | 5 лет 353 дня   | Беспартийный             |
|         |         | Князь Бернгард фон Бюлов (1849–1929)                | 17 октября 1900     | 14 июля 1909      | 8 лет 270 дней  | Беспартийный             |
|         |         | Теобальд фон Бетман-Гольвег (1856–1921)             | 14 июля 1909        | 13 июля 1917      | 7 лет 364 дня   | Беспартийный             |
|         |         | Георг Михаэлис (1857–1936)                          | 14 июля 1917        | 1 ноября 1917     | 110 дней        | Беспартийный             |
|         |         | Граф Георг фон Гертлинг (1843–1919)                 | 1 ноября 1917       | 30 сентября 1918  | 333 дня         | Центрист                 |
|         |         | Роберт Фридберг (1851—1920)                         | 3 октября 1918      | 9 ноября 1918     | 37 дней         | Национал-либерал         |

## Премьер-министрСвободного государства Пруссия(1918—1947)
Политические партии:
 Социал-демократическая партия Германии
 Независимая социал-демократическая партия Германии
 Партия Центра
 Национал-социалистическая немецкая рабочая партия
 Независимый политик
| Портрет                                                               | Портрет                                     | Фамилия (даты жизни)                        | Срок                                        | Срок                                        | Срок                                        | Партийная принадлежность                    |
| Портрет                                                               | Портрет                                     | Фамилия (даты жизни)                        | Вступил в должность                         | Оставил должность                           | Дни                                         | Партийная принадлежность                    |
| Председатель Совета народных уполномоченных                           | Председатель Совета народных уполномоченных | Председатель Совета народных уполномоченных | Председатель Совета народных уполномоченных | Председатель Совета народных уполномоченных | Председатель Совета народных уполномоченных | Председатель Совета народных уполномоченных |
| --------------------------------------------------------------------- | ------------------------------------------- | ------------------------------------------- | ------------------------------------------- | ------------------------------------------- | ------------------------------------------- | ------------------------------------------- |
|                                                                       |                                             | Пауль Хирш (1868–1940)                      | 12 ноября 1918                              | 27 марта 1920                               | 1 год 136 дней                              | СДПГ                                        |
|                                                                       |                                             | Генрих Штрёбель (1869–1944)                 | 12 ноября 1918                              | 9 января 1919                               | 29 дней                                     | НСДПГ                                       |
| Премьер-министр Свободного государства Пруссия в Веймарской Германии  |                                             |                                             |                                             |                                             |                                             |                                             |
|                                                                       |                                             | Отто Браун (1872–1955) 1-й срок             | 27 марта 1920                               | 21 апреля 1921                              | 1 год 25 дней                               | СДПГ                                        |
|                                                                       |                                             | Адам Штегервальд (1874–1945)                | 21 апреля 1921                              | 5 ноября 1921                               | 198 дней                                    | Центрум                                     |
|                                                                       |                                             | Отто Браун (1872–1955) 2-й срок             | 5 ноября 1921                               | 18 февраля 1925                             | 3 года 105 дней                             | СДПГ                                        |
|                                                                       |                                             | Вильгельм Маркс (1863–1946)                 | 18 февраля 1925                             | 6 апреля 1925                               | 47 дней                                     | Центрум                                     |
|                                                                       |                                             | Отто Браун (1872–1955) 3-й срок             | 6 апреля 1925                               | 20 июля 1932                                | 7 лет 105 дней                              | СДПГ                                        |
|                                                                       |                                             | Франц фон Папен (1879–1969)                 | Рейхскомиссар                               | Рейхскомиссар                               | 136 дней                                    | Беспартийный                                |
| 20 июля 1932                                                          | 3 декабря 1932                              | Франц фон Папен (1879–1969)                 |                                             |                                             | 136 дней                                    | Беспартийный                                |
|                                                                       |                                             | Курт фон Шлейхер (1882–1934)                | Рейхскомиссар                               | Рейхскомиссар                               | 56 дней                                     | Беспартийный                                |
| 3 декабря 1932                                                        | 28 января 1933                              | Курт фон Шлейхер (1882–1934)                |                                             |                                             | 56 дней                                     | Беспартийный                                |
|                                                                       |                                             | Франц фон Папен (1879–1969)                 | Рейхскомиссар                               | Рейхскомиссар                               | 70 дней                                     | Беспартийный                                |
| 30 января 1933                                                        | 10 апреля 1933                              | Франц фон Папен (1879–1969)                 |                                             |                                             | 70 дней                                     | Беспартийный                                |
|                                                                       |                                             | Адольф Гитлер (1889–1945)                   | Рейхсштатгальтер                            | Рейхсштатгальтер                            | 2 года 0 дней                               | НСДАП                                       |
| 30 января 1933                                                        | 30 января 1935                              | Адольф Гитлер (1889–1945)                   |                                             |                                             | 2 года 0 дней                               | НСДАП                                       |
| Премьер-министры Свободного государства Пруссия в Нацистской Германии |                                             |                                             |                                             |                                             |                                             |                                             |
|                                                                       |                                             | Герман Геринг (1893–1946)                   | Премьер-министр                             | Премьер-министр                             | 12 лет 13 дней                              | НСДАП                                       |
| 10 апреля 1933                                                        | 23 апреля 1945                              | Герман Геринг (1893–1946)                   |                                             |                                             | 12 лет 13 дней                              | НСДАП                                       |
| Рейхсштатгальтер                                                      | Рейхсштатгальтер                            | Герман Геринг (1893–1946)                   | 10 лет 83 дня                               |                                             |                                             | НСДАП                                       |
| 30 января 1935                                                        | 23 апреля 1945                              | Герман Геринг (1893–1946)                   | 10 лет 83 дня                               |                                             |                                             | НСДАП                                       |